# Kostel Saint-André-des-Arts
Kostel Saint-André-des-Arts je zaniklý farní kostel v Paříži zasvěcený svatému Ondřejovi, který se nacházel na dnešním stejnojmenném náměstí v 6. obvodu.

## Historie
Původní název kostela zněl Saint-André-de-Laas, neboť byl v letech 1210-1212 postaven na pozemku vinice zvané Laas. V roce 1660 byl kostel kompletně přestavěn a rozšířen. Do roku 1345 byl pod patronátem kláštera Saint-Germain-des-Prés a poté jej mniši postoupili Pařížské univerzitě. Již před Velkou francouzskou revolucí byl kostel ve špatném stavu. Během revoluce byl přeměněn na Chrám Rozumu a Revoluční klub. Později byl prodán a v roce 1807 zbořen.
V kostele se nacházely kaple Saint-Nicolas a Saint-Claude, kaple Saint-Laurent, kaple Saint-François, kaple Saint-Pierre a kaple Saint-Sacrement.
V kostele byli pokřtěni např. Voltaire (22. listopadu 1694), Eliphas Lévi (1810), François Paré, syn Ambroise Parého (4. července 1545).
Z významných osob zde měli svatbu 3. dubna 1659 Charles de Batz-Castelmore d'Artagnan a Anne Charlotte de Champlecy nebo 12. září 1786 Jacques Nicolas Billaud-Varenne a Anne-Angélique Doye.